# Abla Mehio Sibai
Abla Mehio Sibai es una epidemióloga libanesa. Enseña en la Facultad de Ciencias de la Salud de la Universidad Americana de Beirut. En 2020, recibió el Premio L'Oréal-Unesco a Mujeres en la Ciencia.

## Biografía
Sibai defendió su tesis doctoral en 1997 en la Escuela de Higiene y Medicina Tropical de Londres.
Con Cynthia Myntti, cofundó la Universidad para Mayores de la UAB en 2010.
Es autora de más de 250 artículos e informes, principalmente sobre envejecimiento y personas mayores.
En 2020, recibió el Premio L'Oréal-Unesco a Mujeres en la Ciencia por su trabajo pionero y su compromiso con la mejora del envejecimiento saludable en países de ingresos bajos y medianos y por su impacto en políticas y programas sanitarios y sociales.